# Henri Isemborghs
Henri Isemborghs (Anversa, 30 gennaio 1914 – 9 marzo 1973) è stato un calciatore belga, di ruolo attaccante.

## Palmarès

### Club

#### Competizioni nazionali
- Campionato belga: 2

Beerschot: 1937-1938, 1938-1939